# AB Disques
AB Disques est un label musical créé par le groupe AB en 1991 pour éditer les disques de ses chanteurs maison. Auparavant, les disques produits par cette société étaient simplement estampillés AB Productions ou AB Hits. AB Disques fut dans les années 1990 l'un des premiers labels indépendants d'Europe avec des artistes comme Dorothée et Hélène Rollès, ainsi que de nombreux acteurs de sitcoms produites par AB Productions.
Le catalogue AB Disques, aujourd'hui appelé Panorama ou Panorama AB, comporte près de 1 200 chansons, presque toutes écrites et composées par Jean-Luc Azoulay et Gérard Salesses. Néanmoins dans les années 1970-1980, AB Productions produit des personnalités telles Arielle Dombasle ou Steve Gabsi.

## Les chanteurs
- Dorothée
- Emmanuelle
- Hélène Rollès
- Les Musclés
- Bernard Minet
- Christophe Rippert
- Manuela Lopez
- Anthony Dupray
- Babsie Steger
- Sébastien Roch
- Julie Caignault
- Bradley Cole
- Mallaury Nataf
- Les Jumelles : Ever and Ever
- Thierry Redler
- Camille Raymond
- François Rocquelin
- Annette Schreiber
- Jacky
- Ariane Carletti
- François Corbier
- Patrick Simpson-Jones
- Jean-Paul Césari
- William Leymergie
- Alain Chaufour
- Jeanne Mas
- Carlos
- Chantal Goya
- Dave
- Rika Zaraï
- Jean Marais
- Arielle Dombasle
- Alain Barrière
- Linda de Suza
- Nadine Expert
- Corinne Sauvage
- Annie Philippe
- Steve Gabsi
- Claire Séverac et David Soul
- HURRICANE FIFI
- Les ALLUMETTES
- Alexis
- Marisa
- Marie-Paule Belle

## Les albums
- 1978 : Excuse me monsieur
- 1979 : It's up to you
- 1980 : Dorothée au pays des chansons
- 1982 : Hou la menteuse !
- 1983 : Pour faire une chanson
- 1984 : Qu'il est bête !
- 1985 : Allô allô Monsieur l'ordinateur
- 1986 : Maman
- 1986 : Premier Baiser
- 1987 : Docteur
- 1987 : Ce n'est qu'un voyou
- 1988 : Attention danger
- 1989 : Tremblement de terre
- 1989 : Ce train qui s'en va
- 1989 : La fête au village
- 1989 : Tu seras à mes pieds (Poor rotten baby)
- 1990 : Chagrin d'amour
- 1990 : Vive la France (album)
- 1990 : Jolies petites filles
- 1991 : Les neiges de l'Himalaya
- 1991 : On va se faire la fête
- 1992 : Une histoire d'amour
- 1992 : Pour l'amour d'un garçon
- 1992 : Aquarelle et jeunes filles
- 1992 : Silences
- 1992 : La bourée des Musclés
- 1992 : Au nom des rois
- 1992 : Changer tout ça
- 1993 : 2394
- 1993 : Un amour de vacances
- 1993 : Allez hop boum boum crac crac
- 1993 : Je m'appelle Hélène (album)
- 1994 : Nashville Tennessee
- 1994 : À corps perdu
- 1994 : Le miracle de l'amour (album)
- 1994 : La plaine Saint-Denis
- 1994 : Rêves…
- 1994 : La poussière est une sorcière
- 1994 : Tonite
- 1994 : Il y avait
- 1994 : Stars TV
- 1995 : Stars TV 2
- 1995 : Bonheur City
- 1995 : Romantique
- 1995 : Toi... Émois
- 1995 : La Bombe atomique
- 1996 : Stars TV 3
- 1996 : La honte de la famille
- 1996 : Juste ces mots...
- 1996 : Coupable
- 1997 : À force de solitude